# Ладенис, Нико
Ни́ко (Ни́кос) Ладе́нис (др.-греч. Νίκος Λαδένης, англ. Nico Ladenis; 22 апреля 1934, Танганьика — 10 сентября 2023) — английский ресторатор и шеф-повар греческого происхождения, наиболее известный своими ресторанами в Великобритании.
Лучший шеф-повар по версии авторитетной английской премии Catey Awards (1988).
Являлся обладателем трёх звёзд Мишлен (1995—1999), а его ныне закрытый ресторан Chez Nico попал в ежегодный путеводитель Good Food Guide (издание 2013 года), войдя в семёрку лучших в Великобритании, набравших десять из десяти возможных баллов.
В 1999 году, частично из-за болезненного самочувствия (рак простаты), а также из-за разочарования положением дел в сфере ресторанного бизнеса в Лондоне отказался от своих звёзд.
Первый шеф-повар-самоучка, получивший три звезды Мишлен.

## Ранние годы
Родился 22 апреля 1934 года в Танзании (Восточная Африка) в семье греков, которая впоследствии переехала в Прованс (Франция), откуда Ладенис и перебрался в Великобританию.

## Карьера
Является шеф-поваром-самоучкой, не посещал никаких кулинарных школ.
В 1976—1977 годы, работая в своём ресторане Chez Nico в Далидже (пригород южного Лондона), Ладенис встретил на вечеринке своего коллегу шеф-повара Мишеля Ру, который организовал для него возможность поработать в течение недели в известном французском, обладавшем 3 звёздами Мишлен ресторане Moulin de Mougins (Мужен, Лазурный Берег) под руководством знаменитого шеф-повара и ресторатора Роже Верже.
В 1989 году Ладенис открыл ресторан-бистро Simply Nico в центральном лондонском районе Пимлико.
В 1992 году открыл новый ресторан в отеле Grosvenor House в Мейфэйре, также в центре Лондона, назвав его Nico at Ninety, а его бывший, обладавший 2 звёздами Мишлен ресторан на улице Грейт Портленд был преобразован в бистро Nico Central. Nico at Ninety впоследствии был переименован в Chez Nico, а в 1995 году — удостоен трёх звёзд Мишлен.
В 1999 году Ладенис попросил инспекторов «Мишлен» исключить его из гида, одновременно отказавшись от своих трёх звёзд. В заявлении для прессы он сообщил: «Работа в трёхзвёздном ресторане весьма ограничительна, и люди не хотят есть очень дорогую пищу. Ты не можешь слоняться без дела по ресторану, если имеешь три звезды, и я хочу сделать так, чтобы мне было комфортнее». Позже он признался, что это было связано частично с его разочарованием в связи с положением дел в сфере ресторанного бизнеса в Лондоне, но и с тем, что за месяц до разговора с мишленовскими инспекторами у него был диагностирован рак простаты.
В 2000 году открыл ресторан Incognico на Шафтсбери-авеню в центре Лондона, а в 2002 году — ресторан  Deca на улице Кондуит, в самом центре района Вест-Энд. В 2003 году решил отстраниться от руководства этими ресторанами и полностью уйти из бизнеса, оставив дела по их управлению двум своим дочерям.

## Личная жизнь
Женат на Дине-Джейн Ладенис, в браке с которой имел двух дочерей, Изабеллу и Наташу.

## Опубликованные работы
- Ladenis, Nico; Crompton-Batt, Alan (1987). My Gastronomy. London: Ebury. ISBN 9780852236826.
- Ladenis, Nico; Brigdale, Martin (1996). Nico. London: Macmillan ISBN 9780333651773.